# Myndus fennahi
Myndus fennahi är en insektsart som beskrevs av Kramer 1979. Myndus fennahi ingår i släktet Myndus och familjen kilstritar. Inga underarter finns listade i Catalogue of Life.